# رويحينة
قرية سورية وهي إحدى قرى الجولان، تقع شمال قرية بئر عجم وجنوب رسم الحلبي على مسافة 70 كم من دمشق، وتتبع القرية إداريًا لبلدية بئر عجم، محافظة القنيطرة.

## تاريخ القرية
- يشير البعض إلى أنها أنشئت أول الأمر على يد بعض المهاجرين الشراكسة الذين أسسوا العديد من القرى في الجولان في سبعينيات القرن التاسع عشر الميلادي أي نحو عام 1875 م، إلا أن سكانها هجروها لأسباب غير مؤكدة.
- عادت الحياة الحياة للقرية وذلك باستقرار كثير من العائلات من المناطق المجاورة، وقد شهدت منذ عام 1998 م تقريبًا توسعًا عمرانيًا واضحًا وما تزال في توسع مستمر.
- احتلت القرية أثناء حرب عام 1967 م، وتم تحريرها بعد حرب تشرين التحريرية عام 1973 م.

## الأنشطة والسكان
تشتهر القرية بوجود أربع مسامك لتربية السمك بنيت بجوار سد صناعي لتجميع مياه الأمطار والسيول يسمى سد رويحينة بني في مطلع الثمانينات من القرن العشرين الميلادي
يشتغل معظم السكان في الزراعة وبعضهم موظفون في الدولة في مدينة خان أرنبة التي تبعد نحو 15 كم.